# Fender Toronado
La Fender Toronado est une guitare électrique fabriquée par Fender Musical Instruments Corporation. Présentée au NAMM en 1998, elle fait partie de la série "Fender Deluxe" produite au Mexique, généralement avec des spécifications plus élevées que la plupart des modèles "standard". La production de cette première série s'arrête en 2003.

## Description

### Première édition
La Toronado est équipé de deux micros humbucker Fender Atomic avec capot chromé, un manche érable muni d'une touche en palissandre et de quatre boutons de contrôle chromés (2 volumes et 2 tonalités). Certains modèles incluent un pickguard en écaille de tortue. La Tête de manche porte le logo «spaghetti» de Fender et des mécanismes de style vintage. La forme du corps rappelle le design des guitares Jazzmaster et Jaguar de Fender. La Toronado est equipée d'un diapason de 24,75 pouces, une caractéristique inhabituelle sur une guitare Fender, car ce diapason est généralement associé aux guitares électriques fabriquées par Gibson.

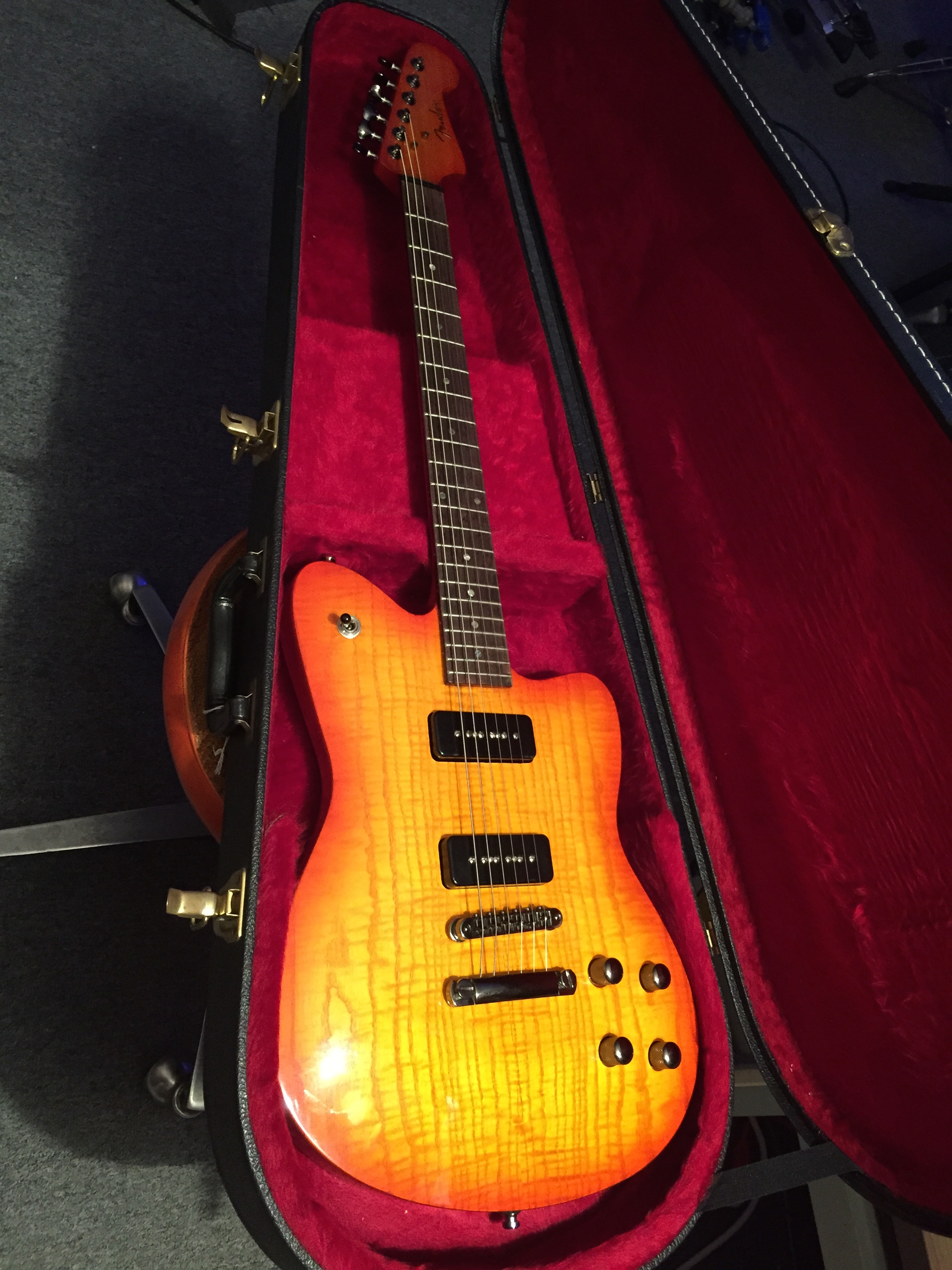
Toronado CTP90

Fender fabrique des modèles US Special et Highway One Toronado, dotés de micros humbucker Atomic II ou de micros de style Black Dove P-90. Ces modèles sont disponibles dans un certain nombre de finitions, notamment Butterscotch Blonde, Black, Chrome Silver, Pewter Grey Metallic et Crimson Red Transparent. La production des modèles US Special et Highway One Toronado est abandonnée en 2004. 

### Rééditions
La Toronado est rééditée une première fois en 2004. Cette réédition présente plusieurs différences par rapport aux modèles de 1998 à 2003, avec des couleurs plus modernes comme le midnight blue, le caramel metallic, le blizzard pearl ou le chrome red. Les micros sont à bobine apparente, contrairement aux humbuckers couverts des modèles précédents. 
Les modèles 2004 sont abandonnés en 2006 et, en raison de leur courte durée de production, ils sont rares et recherchés. La Fender Toronado GT HH est fabriquée en Corée. Son corps est fabriqué en acajou dans lequel sont insérés deux micros humbuckers Seymour Duncan: un SH1N en manche et un SH14 en chevalet. Elle fait partie de la série «Big Block» de Fender. Cette guitare est disponible dans des finitions métalliques, avec une tête de manche peinte et une bande décorative, à la façon des voitures de courses, en forme de L inversé allant du côté gauche du corps à la corne supérieure droite. Contrairement aux autres variantes du Toronado, il n'y a pas de pickguard pour laisser la place à cette déco.

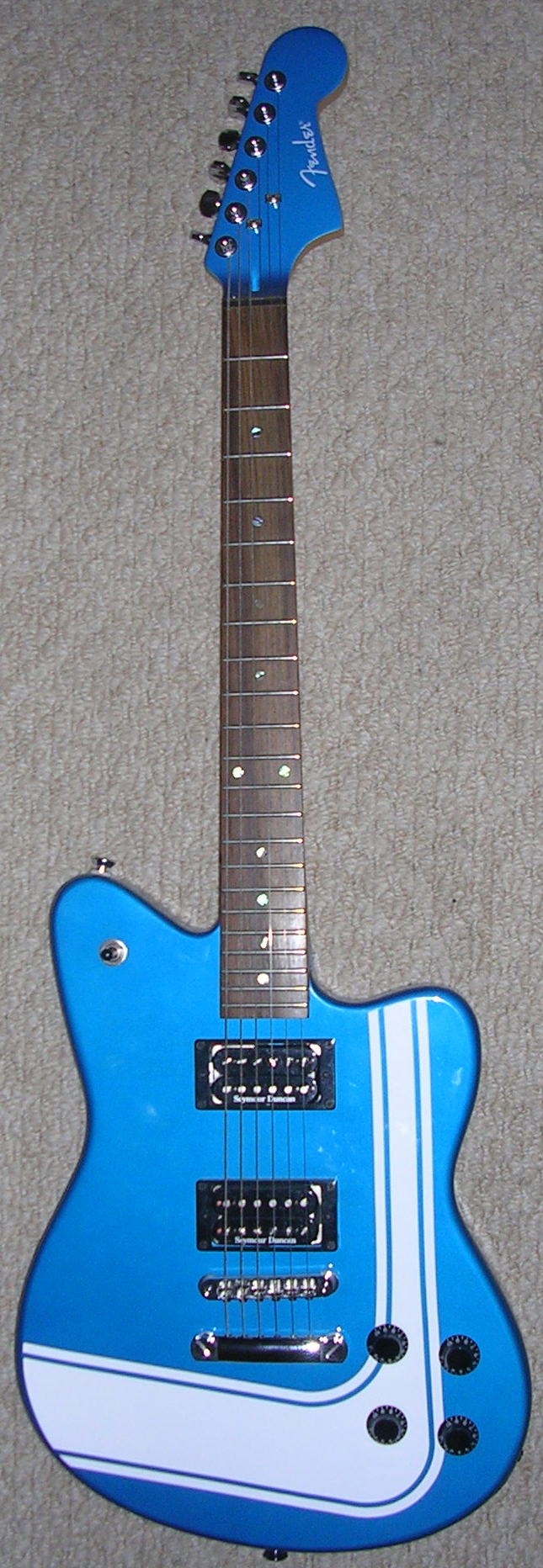
Toronado GT_HH

À cette époque, Fender produit également une courte série de Toronado à manche collé en Corée. La Toronado CT P90 comporte un corps en acajou avec une table en érable sculpté et est disponible en différentes couleurs sunburst.
En 2007, toutes les variantes de Toronado sont abandonnées par Fender.
En 2020, un modèle économique de Fender Squier, est réédité dans le cadre de sa série Paranormal. Ce nouveau modèle est disponible en noir ou bleu Lake Placid, avec une touche Indian Laurel. En 2021, les finitions sont remplacées par une version vernis tons sunburst et une Mystic Seafoam. 

## Notoriété
La forme de cette guitare est très proche de la Fender Jazzmaster et, dans les mains des musiciens, reste difficilement identifiable. De nombreux artistes tels que John Frusciante, James Root ou Brian Molko se sont produits avec une Toronado. Mais son utilisation reste confidentielle, ce qui explique les nombreux remaniements du modèle, sans grand engouement commercial.